# Dwerggekko's
Dwerggekko's (Lygodactylus) zijn een geslacht van hagedissen dat behoort tot de gekko's (Gekkota) en de familie Gekkonidae.

## Naam en indeling
De wetenschappelijke naam van de groep werd voor het eerst voorgesteld door John Edward Gray in 1864. Er zijn 71 soorten, inclusief drie soorten die pas in 2020 voor het eerst werden beschreven. De hagedissen werden eerder aan andere geslachten toegekend, zoals Scalabotes en Microscalabotes.
De geslachtsnaam Lygodactylus betekent vrij vertaald 'twijg-teen'.

## Verspreiding en habitat
De gekko's komen voor in delen van Afrika en Zuid-Amerika en leven in de landen Angola, Benin, Bolivia, Botswana, Brazilië, Burkina Faso, Burundi, Centraal-Afrikaanse Republiek, Congo-Kinshasa, Equatoriaal-Guinea, Eritrea, Ethiopië, Gabon, Gambia, Ghana, Guinea, Guinee-Bissau, Ivoorkust, Kameroen, Kenia, Liberia, Madagaskar, Malawi, Mali, Mozambique, Namibië, Nigeria, Oeganda, Paraguay, Rwanda, Senegal, Sierra Leone, Soedan, Somalië, Swaziland, Tanzania, Togo, Zambia, Zimbabwe en Zuid-Afrika. De habitat bestaat uit droge savannen, vochtige tropische en subtropische bossen, zowel in laaglanden als in bergstreken, rotsige omgevingen, tropische en subtropische droge bossen, graslanden en scrublands. Ook in door de mens aangepaste streken zoals landelijke tuinen en stedelijke gebieden kunnen de dieren worden aangetroffen.

## Beschermingsstatus
Door de internationale natuurbeschermingsorganisatie IUCN is aan 63 soorten een beschermingsstatus toegewezen. Van de soorten worden er 37 beschouwd als 'veilig' (Least Concern of LC), acht als 'onzeker' (Data Deficient of DD), vier als 'kwetsbaar' (Vulnerable of VU), acht als 'gevoelig' (Near Threatened of NT) en drie als 'bedreigd' (Endangered of EN). Drie soorten ten slotte staan te boek als 'ernstig bedreigd' (Critically Endangered of CR).

## Soorten
Het geslacht omvat de volgende soorten, met de auteur en het verspreidingsgebied.
| Naam                           | Auteur                                                     | Verspreidingsgebied |
| ------------------------------ | ---------------------------------------------------------- | --- |
| Lygodactylus angolensis        | Bocage, 1896                                               | Angola, Zimbabwe, Tanzania, Kenia, Zuid-Afrika, Congo-Kinshasa, Mozambique, Namibië, mogelijk in Botswana |
| Lygodactylus angularis         | Günther, 1893                                              | Tanzania, Kenia, Zimbabwe, Malawi, Mozambique, Zambia, Congo-Kinshasa |
| Lygodactylus arnoulti          | Pasteur, 1965                                              | Madagaskar |
| Lygodactylus baptistai         | Marques, Ceríaco, Buehler, Bandeira, Janota & Bauer, 2020  | Angola |
| Lygodactylus bernardi          | FitzSimons, 1958                                           | Zimbabwe |
| Lygodactylus bivittis          | Peters, 1883                                               | Madagaskar |
| Lygodactylus blancae           | Pasteur, 1995                                              | Madagaskar |
| Lygodactylus blanci            | Pasteur, 1967                                              | Madagaskar |
| Lygodactylus bonsi             | Pasteur, 1962                                              | Malawi |
| Lygodactylus bradfieldi        | Hewitt, 1932                                               | Zuid-Afrika, Zimbabwe, Botswana, Angola, Namibië |
| Lygodactylus broadleyi         | Pasteur, 1995                                              | Tanzania |
| Lygodactylus capensis          | Smith, 1849                                                | Kenia, Zuid-Afrika, Swaziland, Congo-Kinshasa, Zambia, Angola, Namibië, Mozambique, Tanzania |
| Lygodactylus chobiensis        | FitzSimons, 1932                                           | Namibië, Angola, Botswana, Mozambique, Zimbabwe, Zambia |
| Lygodactylus conradti          | Matschie, 1892                                             | Tanzania |
| Lygodactylus conraui           | Tornier, 1902                                              | Kameroen, Equatoriaal-Guinea, Ivoorkust, Ghana, Togo, Benin, Gabon, Liberia, Sierra Leone |
| Lygodactylus decaryi           | Angel, 1930                                                | Madagaskar |
| Lygodactylus depressus         | Schmidt, 1919                                              | Congo-Brazzaville, Congo-Kinshasa, Centraal-Afrikaanse Republiek, Kameroen |
| Lygodactylus expectatus        | Pasteur & Blanc, 1967                                      | Madagaskar |
| Lygodactylus fischeri          | Boulenger, 1890                                            | Nigeria, Kameroen, Gabon, Equatoriaal-Guinea, mogelijk in Sierra Leone, Congo-Brazzaville |
| Lygodactylus grandisonae       | Pasteur, 1962                                              | Kenia, Ethiopië |
| Lygodactylus graniticolus      | Jacobsen, 1992                                             | Zuid-Afrika |
| Lygodactylus gravis            | Pasteur, 1965                                              | Tanzania |
| Lygodactylus grotei            | Sternfeld, 1911                                            | Tanzania, Mozambique |
| Lygodactylus guibei            | Pasteur, 1965                                              | Madagaskar |
| Lygodactylus gutturalis        | Bocage, 1873                                               | Senegal, Soedan, Tanzania, Guinee-Bissau, Somalië, Ethiopië, Kenia, Nigeria, Benin, Congo-Kinshasa, Gambia, Ghana, Centraal-Afrikaanse Republiek, Kameroen, Togo |
| Lygodactylus heterurus         | Boettger, 1913                                             | Madagaskar |
| Lygodactylus incognitus        | Jacobsen, 1992                                             | Zuid-Afrika |
| Lygodactylus inexpectatus      | Pasteur, 1965                                              | Tanzania |
| Lygodactylus insularis         | Boettger, 1913                                             | Mozambique |
| Lygodactylus intermedius       | Pasteur, 1995                                              | Madagaskar |
| Lygodactylus keniensis         | Parker, 1936                                               | Kenia, Somalië, Ethiopië, Oeganda, Soedan |
| Lygodactylus kimhowelli        | Pasteur, 1995                                              | Tanzania |
| Lygodactylus klemmeri          | Pasteur, 1965                                              | Madagaskar |
| Lygodactylus klugei            | Smith, Martin & Swain, 1977                                | Brazilië |
| Lygodactylus laterimaculatus   | Pasteur, 1964                                              | Kenia |
| Lygodactylus lawrencei         | Hewitt, 1926                                               | Namibië, Angola |
| Lygodactylus madagascariensis  | Boettger, 1881                                             | Madagaskar |
| Lygodactylus manni             | Loveridge, 1928                                            | Kenia, Tanzania |
| Lygodactylus methueni          | FitzSimons, 1937                                           | Zuid-Afrika |
| Lygodactylus miops             | Günther, 1891                                              | Madagaskar |
| Lygodactylus mirabilis         | Pasteur, 1962                                              | Madagaskar |
| Lygodactylus mombasicus        | Loveridge, 1935                                            | Kenia, Tanzania |
| Lygodactylus montanus          | Pasteur, 1965                                              | Madagaskar |
| Lygodactylus montiscaeruli     | Jacobsen, 1992                                             | Zuid-Afrika |
| Lygodactylus nigropunctatus    | Jacobsen, 1992                                             | Zuid-Afrika |
| Lygodactylus nyaneka           | Marques, Ceríaco, Buehler, Bandeira, Janota, & Bauer, 2020 | Angola |
| Lygodactylus ocellatus         | Roux, 1907                                                 | Zuid-Afrika, Swaziland |
| Lygodactylus ornatus           | Pasteur, 1965                                              | Madagaskar |
| Lygodactylus pauliani          | Pasteur & Blanc, 1991                                      | Madagaskar |
| Lygodactylus picturatus        | Peters, 1871                                               | Kenia, Tanzania, Ethiopië, Kenia, Mozambique, Zimbabwe, Somalië, Zambia, Congo-Kinshasa, Soedan, Eritrea, Ethiopië, Centraal-Afrikaanse Republiek, Burkina Faso, Senegal, Mali, Gambia, Kameroen, Guinea, Nigeria, Oeganda, mogelijk in Rwanda, Burundi, Equatoriaal-Guinea, Benin, Togo, Ghana, Ivoorkust, Liberia, Sierra Leone, Guinee-Bissau |
| Lygodactylus pictus            | Peters, 1883                                               | Madagaskar |
| Lygodactylus rarus             | Pasteur & Blanc, 1973                                      | Madagaskar |
| Lygodactylus regulus           | Portik, Travers, Bauer & Branch, 2013                      | Mozambique |
| Lygodactylus rex               | Broadley, 1963                                             | Malawi, Mozambique |
| Lygodactylus roavolana         | Puente, Glaw, Vieites & Vences, 2009                       | Madagaskar |
| Lygodactylus scheffleri        | Sternfeld, 1912                                            | Tanzania, Kenia |
| Lygodactylus scorteccii        | Pasteur, 1959                                              | Kenia, Somalië, Ethiopië |
| Lygodactylus somalicus         | Loveridge, 1935                                            | Kenia, Somalië, Ethiopië |
| Lygodactylus soutpansbergensis | Jacobsen, 1994                                             | Zuid-Afrika |
| Lygodactylus stevensoni        | Hewitt, 1926                                               | Zimbabwe, Zuid-Afrika |
| Lygodactylus tchokwe           | Marques, Ceríaco, Buehler, Bandeira, Janota, & Bauer, 2020 | Angola |
| Lygodactylus thomensis         | Peters, 1881                                               | Principe, Sao Tomé, Liberia, mogelijk in Kameroen |
| Lygodactylus tolampyae         | Grandidier, 1872                                           | Madagaskar |
| Lygodactylus tsavoensis        | Malonza, Bauer, Granthon, Williams, & Wojnowski, 2019      | Kenia |
| Lygodactylus tuberosus         | Pasteur, 1965                                              | Madagaskar |
| Lygodactylus verticillatus     | Mocquard, 1895                                             | Madagaskar |
| Lygodactylus viscatus          | Vaillant, 1873                                             | Tanzania |
| Lygodactylus waterbergensis    | Jacobsen, 1992                                             | Zuid-Afrika |
| Lygodactylus wetzeli           | Smith, Martin & Swain, 1977                                | Brazilië, Paraguay, Bolivia |
| Lygodactylus williamsi         | Loveridge, 1952                                            | Tanzania |
| Lygodactylus wojnowskii        | Malonza, Granthon & D. Williams, 2016                      | Kenia |